# Розенбаум, Майкл
Ма́йкл О́уэн Розенба́ум (англ. Michael Rosenbaum; род. 11 июля 1972) — американский актёр, известный, в основном, по роли Лекса Лютора в сериале «Тайны Смолвиля».

## Ранние годы
Розенбаум родился в еврейской семье в городке Ошенсайд в штате Нью-Йорк, а вырос в Ньюборге, штат Индиана. Учился в школе в Ньюборге и в Университете Западного Кентукки. Получил степень бакалавра искусств в области театра и средств связи. Ещё учась в школе и университете принимал участие в самодеятельных постановках, где получил первый актёрский опыт. После окончания университета перебрался в Нью-Йорк, где началась его актёрская карьера.

## Фильмография

### Сериалы
- 2015—2016 Самозванец (Бадди Доббс)
- 2011—2012 Лучшая охрана (Датч Нилбог)
- 2001—2011 Тайны Смолвиля (Лекс Лютор)
  - Режиссировал 125 серию, названную «Каприз»
- 2010—2011 Ник Свардсон временно симулирует (Стин Айрис)
- 2010 Тайны Смолвиля, специальное коллекционное издание (Лекс Лютор)
- 2008—2009 Порно для всей семьи (Чарли Браун)
- 2005 В Филадельфии всегда солнечно (Колин)
- 2000 Дикая семейка Торнберри (Том Ревенхарст)
  - Эпизод «Шаткий фонд»
- 1999—2000 Зои, Дункан, Джек и Джейн (Джек Купер)
- 1997 Том показывает (Джонотан Саммерс)

### Фильмы
- 2025 Супермен (Раптор Охранник № 1)
- 2017 Стражи Галактики. Часть 2 (Мартинекс)
- 2014 Старые денечки (Джим Оуэнc)
- 2012 Хватай и беги (Гил)
- 2011 Уловка.44 (Брэндон)
- 2011 Дитя (Броули Галливан) короткометражка
- 2011 Гениальный папа (Эдди)
- 2010 Братская справедливость (Дуэйн Садж)
- 2008 Любовь Короткометражный фильм [2]
- 2007 Танцуй до упаду (Кип Ангер)
- 2005 Оборотни (Кайл)
- 2003 Дом вверх дном (Тодд Гендлер)
- 2003 Special (Фред Молински) короткометражка
- 2002 Поединок (Дэнни)
- 2002 Парни из женской общаги (Адам/Адина)
- 2001 Рейв Макбет (Маркус)
- 2001 Сладкий ноябрь (Брэндон/Брэнди)
- 1998 День, когда я встречаюсь с бывшими парнями (Барт)
- 1998 Девочки и мальчики (Брик)
- 1998 Городские легенды (Паркер Райли)
- 1997 Полночь в саду добра и зла (Джордж Такер)
- 1997 Ангел и демон (Демон)
- 1997 Полночь, 11 часов 11 минут

### Мультсериалы
- 2012 Лига Справедливости: Гибель (Барри Ален / Флэш)
- 2005 Юные титаны (Уолли Уэст / Кид Флэш)
- 2000—2005 Приключения Джеки Чана (Таракудо, Драгго)
- 2000—2004 Static Shock
- 2001—2002 Проект Зета (Агент Вест)
- 2001—2006 Лига Справедливости и Лига Справедливости: Без границ (Уолли Уэст / Флэш,  Дэдшот, Гуль, Доктор Полярис)
- 1999—2001 Бэтмен будущего (различные персонажи)

### Игры
- Lollipop Chainsaw (2012) — Ник Карлайл
- Dark Sector (2008) — Хайден Тенно
- Yakuza (2006) — Акира Нишикияма
- Gladius (2003) — Валент

## Награды и номинации
К настоящему времени имеет 4 награды и ещё 11 номинаций, оставшихся без победы, в области кино.
Ниже перечислены основные награды и номинации.

### Награды
- Премия «Сатурн»
  - 2002 — Лучший актер второго плана в телесериале «Тайны Смолвиля»

### Номинации
- Премия «Сатурн»
  - 2003 — Лучший актер второго плана в телесериале «Тайны Смолвиля»
  - 2004 — Лучший актер второго плана в телесериале «Тайны Смолвиля»
  - 2005 — Лучший актер второго плана в телесериале «Тайны Смолвиля»
  - 2006 — Лучший актер второго плана в телесериале «Тайны Смолвиля»